# Angels Advocate
Az Angels Advocate Mariah Carey amerikai énekesnő tizenkilencedik albuma és második remixalbuma lett volna (a 2003-ban megjelent The Remixes után). Előző stúdióalbuma, a Memoirs of an Imperfect Angel remixeit, az albumra írt, de eddig kiadatlan pár dalt és néhány újonnan írt dalt terveztek kiadni rajta. 2010 március végén jelent volna meg.
Az albumhoz felvett dalokon közreműködött producerként Timbaland, Jermaine Dupri és Swizz Beatz. Két kislemez jelent meg a tervezett megjelenés előtt, az Up Out My Face (Remix) és az Angels Cry (Remix); előbbiben Nicki Minaj, utóbbiban Ne-Yo vendégszerepel.

## Az albumról
Mariah 2010. január 2-án Atlantic Cityből indult el Angels Advocate nevű észak-amerikai turnéjára, mellyel a Memoirs albumot népszerűsíti. A turnét 2009. december 31-én koncert előzte meg a Madison Square Gardenben. A remixalbum a turnéról kapta a nevét, a turné nevét pedig a Memoirs albumon hallható Angels Cry című dal ihlette.
Christopher „Tricky” Stewart már 2009 októberében elmondta a Rap-Up magazinnak, hogy az albumhoz készül egy remixalbum, amire minden dalnak kerül fel remixe, többek közt az Obsessed Gucci Mane közreműködésével készült remixe is. Stewart az I Want to Know What Love Is remixéről is elárult némi információt. „Magam fogom remixelni. Felgyorsítom a tempót. Megpróbálom átalakítani valami mássá.” Azt is megemlítette, hogy talán vendégközreműködőt is meghív a remixhez. „Amint megvan a ritmus, és valaki megfelelő lenne rá, bárkit felhívhatok.” Az egyik közreműködő Trey Songz volt. Trey elmondta a Rap-Up.com-nak, hogy az Inseparable című dal remixén dolgozott Mariah-val. A dalok közt szerepelt a H.A.T.E.U. hivatalos remixe is, aminek a producere Jermaine Dupri. A remix részletet használ fel Ghost Town DJ My Boo című dalából, és rappel benne Big Boi az Outkastból, Gucci Mane és OJ Da Juiceman. Carey ehhez a remixhez újra felénekelte a dalt, ami régebben szokása volt, de az utóbbi időkben hanyagolta; utoljára 2006-ban a Say Somethin’ So So Def remixénél tette meg. A Candy Bling remixében T-Pain is szerepel, a dal egy felgyorsított részletet használ fel Jamie Foxx Blame It című dalából.
Október 20-án Stewart bejelentette, hogy a nyitódal, a Betcha Gon’ Know (The Prologue) remixében R. Kelly szerepel. Azt is elmondta, hogy az album nem annyira a remixekről fog szólni, mint inkább arról, hogy a dalok 90%-ába vendégközreműködőt hívtak meg, valamint hogy egy vagy két új dal is felkerülhet rá.
Carey szeretett volna újra együttműködni a Westlife ír együttessel is, akikkel 2000-ben dolgozott az Against All Odds kislemezváltozatán.
Carey elmondta, hogy több olyan dal is felkerül az albumra, amik a Memoirs albumhoz készültek, de végül nem kerültek fel rá. „Több Timbaland- és legalább egy JD-dal is lesz rajta.” 2009 decemberében azt is bejelentette, számos kiadatlan dala van, ami felkerülhet rá. Pár remixen Swizz Beatz fog dolgozni. Carey weboldalán Mary J. Blige, Fabolous, The-Dream, Snoop Dogg, Ludacris, Akon, K-Ci & Jojo neve is szerepelt a közremáködők között.
Swizz Beatz is szerepelt a közreműködők között, a Yahoo! információi alapján pedig Snoop Dogg és Fabolous is. Egy sajtóközleményben további közreműködőket neveztek meg: Mary J. Blige (It's a Wrap), The-Dream & Ludacris (Ribbon), Akon, K-Ci & Jojo. Azt is megerősítették, hogy a korábban említett Dupri-dal a 100% című dallal azonos. Ez a Precious című film filmzenealbumának első kislemezének készült, végül azonban nem került be a filmbe. A dal a 2010-es téli olimpia amerikai csapatát támogatandó jelent meg 2010 februárjában, és megerősítették, hogy a remixalbumra is felkerül.
Az Angels Advocate először Lengyelországban és a Fülöp-szigeteken jelent volna meg, 2010. március 29-én, majd az USA-ban március 30-án, Japánban 31-én, végül az Egyesült Királyságban április 26-án.
A Rap-Up magazin, a HMV Japan és Carey menedzsere, Chris Lighty is megerősítették, hogy az album nem fog megjelenni. Bejelentették, hogy dalok meg fognak még jelenni az albumról, Carey pedig teljesen új albumon dolgozik.

## Megerősített dalok[23]
- 100% (Mariah Carey, Bryan Michael Cox, Jermaine Dupri)[24]
- Angels Cry (Remix) (featuring Ne-Yo)
- Betcha Gon' Know (The Prologue) (Remix featuring R. Kelly)[25]
- Candy Bling (Remix featuring T-Pain)[25]
- H.A.T.E.U. (So So Def Remix) (featuring OJ Da Juiceman, Big Boi, & Gucci Mane)[26]
- Inseparable (Remix featuring Trey Songz)[25]
- It's a Wrap (Remix featuring Mary J. Blige)
- Obsessed (Remix featuring Gucci Mane)[25]
- Ribbon (featuring The-Dream & Ludacris)[27]
- Up Out My Face (Remix) (featuring Nicki Minaj)
- Imperfect (Mariah Carey)
- I Want to Know What Love Is (featuring Styles P & Jadakiss)
- More Than Just Friends (featuring Alicia Keys)
- Standing O (featuring Kanye West)

## Bónusz dalok[23]
- Call Me Now (featuring Westlife)
- That's A Smash (featuring Busta Rhymes)
- 100% (iTunes)

## Kislemezek
- Up Out My Face (Remix) (2010. február 16.)[28]
- Angels Cry (Remix) (2010. február 23.)

## Tervezett megjelenési dátumok
| Ország             | Dátum             | Kiadó                     | Katalógusszám |
| ------------------ | ----------------- | ------------------------- | ------------- |
| Ausztrália         | 2010. március 26. | Universal Music (Int.)    |               |
| Egyesült Királyság | 2010. március 29. | Mercury Records, Def Jam  |               |
| Egyesült Államok   | 2010. március 30. | Island Records            | B0036DE1XU    |
| Japán              | 2010. március 31. | Universal Music (Int. Jp) | UICL9086      |
| Németország        | 2010. március 26. | Universal Music (Int.)    |               |